# اوسیان
داستان اوسیان (Ossian) از نمونه‌های شناخته شده قصه‌های پری‌وار در ادبیات ملل است. این داستان دربارهٔ «اوسیان» شاعر افسانه‌ای ایرلندی و جنگاور گروه پهلوانی «فیانا» Fianna در قرن سوم میلادی است که پس از رویارویی و آمیزش با شاه دخت پریان، به دنیای جاویدان سفر می‌کند و پس از بازگشت، پیر و فرتوت می‌شود و نشانی از دوستان قدیم خود نمی‌یابد.
اوسیان در واقع شاهزاده و شاعر خنیاگر ایرلندی است که در قرن سوم میلادی می زیسته است. شعرهای منسوب به او را در حقیقت مک فرسون در نیمهٔ دوم قرن هجدهم به تحریر درآورده و منتشر کرده‌است. این اشعار در رشد و گسترش گرایش‌های رومانتیک تأثیری بس مهم داشته ولی معلوم نیست که حقیقتاً سرودهٔ اوسیان است یا نه.

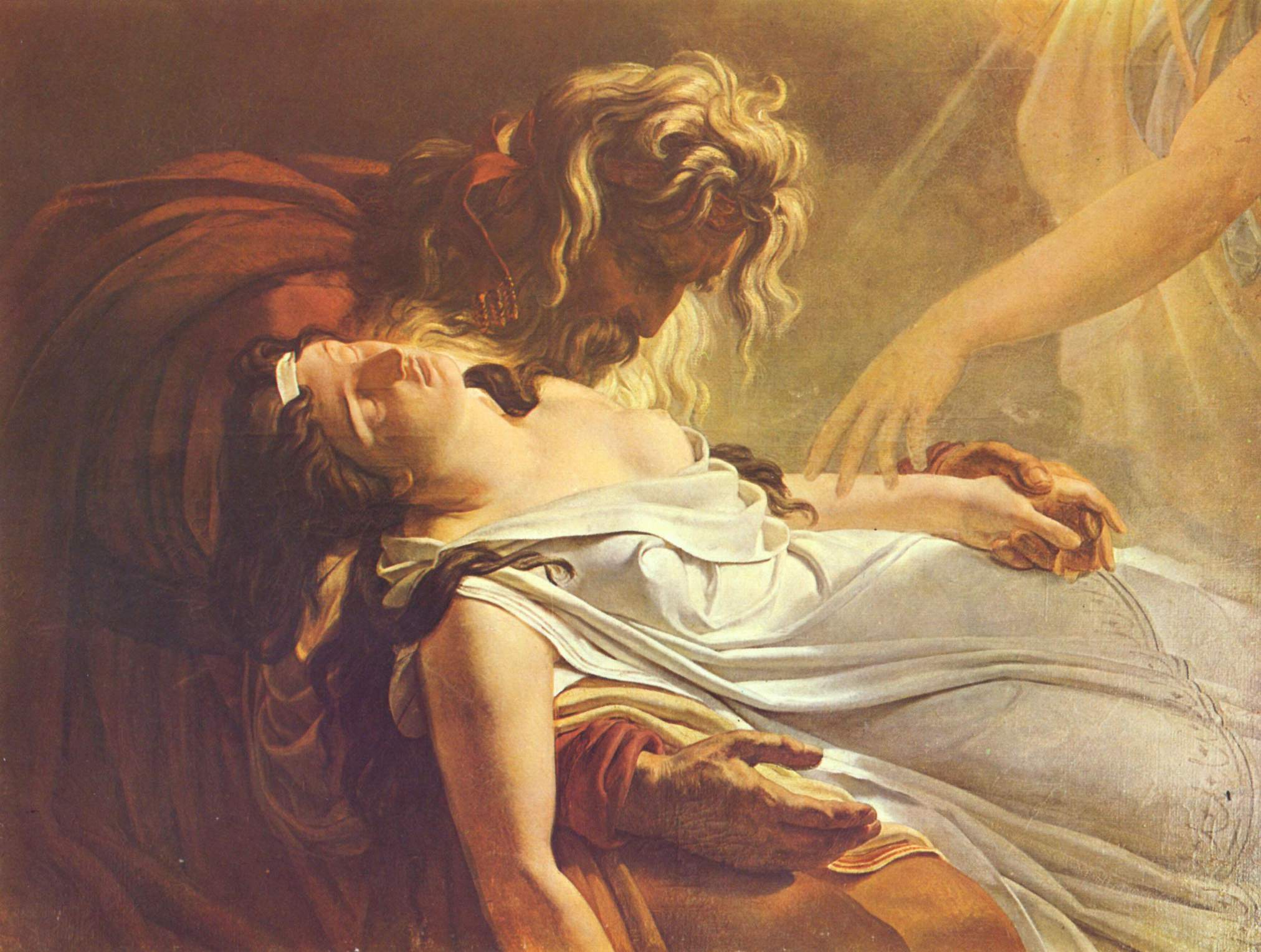
آری شفر, Malvina/ The Death of Malvina, c. 1802, Varzy, muse Auguste Grasset
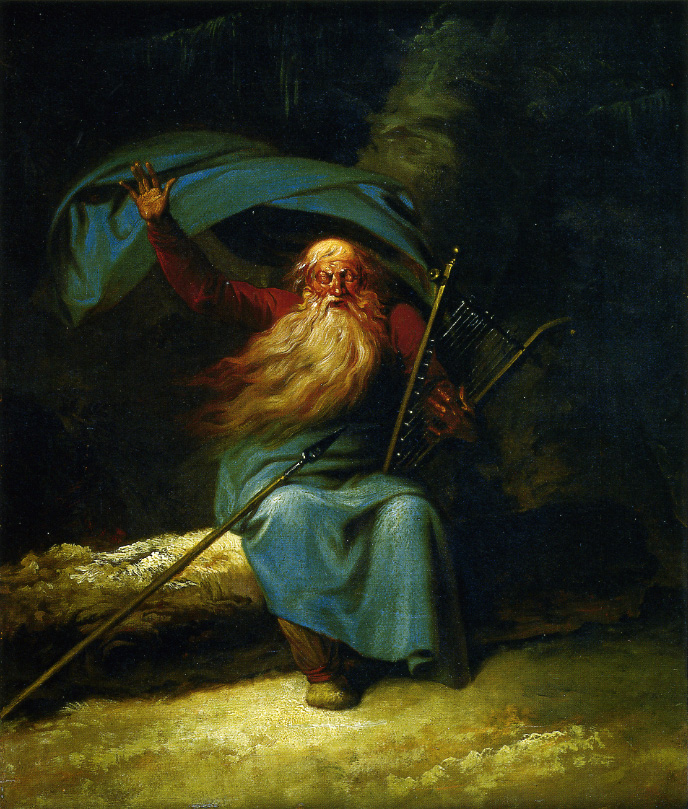
Ossian Singing, Nicolai Abildgaard, 1787
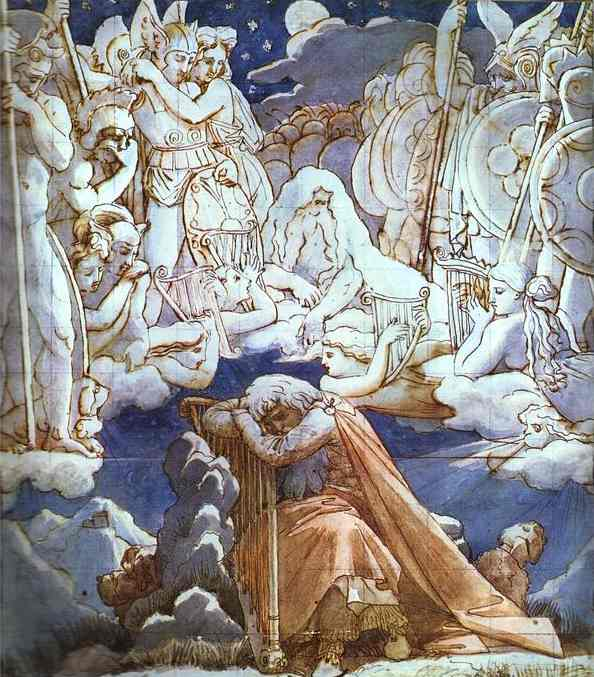
"The Songs of Ossian", Ink and watercolors, ژان اگوست دومینیک انگر, 1811–13